# Janet Augusto
Janet Augusto, née le 12 juin 1935 à Péronville (Eure-et-Loir) et morte le 11 avril 2024 à Lure (Haute-Saône),, est une cycliste française connue pour la pratique de son sport et l'obtention du premier record féminin des plus de 80 ans.

## Biographie
Janet Augusto naît et grandit dans un petit village d'Eure-et-Loir où elle rêve de devenir sportive, comme gymnaste mais suivait régulièrement ses frères à vélo sur les routes de campagne. Elle s'installe à Paris à l'âge de 19 ans pour y travailler dans une pharmacie avant d'aller rejoindre les Hôpitaux de Paris. Elle put s'inscrire à l'âge de 20 ans, au Vélo club du 12e arrondissement de Paris, un des rares club français à accepter les femmes dans les années 1950. 
Elle est championne de France des corps de santé au printemps 2017. Elle vit à Roye en Haute-Saône et est licenciée au club de Vélizy-Villacoublay (Equipe cycliste Vélizy 78) depuis 2017, quarante ans après sa dernière licence à la Pédale vélizienne (l'ancien nom du club).

## 1950-1970: Une pionnière
Elle s'entraîne pendant dix ans aux côtés d'Elsy Jacobs, cycliste luxembourgeoise et championne du monde en 1958. En compétition, Janet fut longtemps surveillée de très près par les autres concurrentes, car elle remporta les deux premières courses auxquelles elle participa. Elle se considéra alors comme une « Poulidor au féminin » à cause de sa collection de deuxièmes places à son palmarès. En 1970, elle s’offre le record de France du 500 m sur piste avec départ arrêté,.

## 2017: Record cycliste
Le 30 septembre 2017, Janet Augusto établit le premier record mondial de l'heure féminin sur piste des plus de 80 ans, alors qu'elle est âgée de 82 ans. Elle réalise 112 tours de piste du vélodrome de Saint-Quentin-en-Yvelines à une vitesse moyenne de 28,226 km/h, soit quatre de plus que ce qu'elle avait envisagé. Le record est homologué par l'Union cycliste internationale dans la catégorie master. La classe d'âge 80-84 ans est créée à cette occasion. 
Janet Augusto explique que ce record est une manière de montrer « qu’en s’entretenant, on vit bien et longtemps ». 
Pour atteindre son objectif, Janet Augusto a bénéficié de l'entraînement de Jean-Michel Richefort, vice-président de la Fédération française de cyclisme. Habituée à rouler deux fois par semaine, elle a suivi une préparation spécifique à raison d'un entraînement tous les deux jours, pour des sorties de 50 à 70 km avec une vitesse moyenne de 29 ou 30 km/h
.  
Son exploit s'inscrit dans la continuité des records établis par Robert Marchand depuis 2012. Il est le premier détenteur du record de l'heure des centenaires et établit le record de l'heure des plus de 105 ans le 4 janvier 2017, également à Saint-Quentin.  

## Vie privée
Janet surnommée Jeanne a quatre frères et une sœur qui grandiront avec elle à Péronville en Eure-et-Loir. Elle rejoint sa sœur plus âgée qu'elle, à l'âge de 19 ans à Paris. Elle réussit le concours de l'Assistance publique - Hôpitaux de Paris, où elle est engagée dans la grande pharmacie de cette institution : elle y fera carrière jusqu'à sa retraite  . Parallèlement à son travail, elle se lance dans le vélo après avoir été initiée par deux de ses frères. Elle fait vie commune avec Bruno Rota, ils s'installèrent pour leurs retraites à Roye en Haute-Saône en 1993. 